# Resovia (hokej na lodzie)
Resovia – sekcja hokeja na lodzie klubu CWKS Resovia z siedzibą w Rzeszowie. Sekcja została rozwiązana.

## Historia
Historia hokeja na lodzie sięga czasu istnienia II Rzeczypospolitej. Hokej pojawił się w 1930, jednak nie przyjął się wówczas nas stałe w mieście. W 1932 powstała drużyna hokejowa w klubie WCTS Resovia. W sezonie 1933/1934 powstała drużyna w Rzeszowie, rozgrywająca mecze na torze lodowym utrzymywanym przez inż. Stefana Tonderę. Przed sezonem 1934/1935 zapisy do sekcji hokejowej „Resovii” przyjmował profesor I Państwowego Gimnazjum im. ks. Stanisława Konarskiego Taras Franko. Mecze drużyna rozgrywała na stadionie przy ul. Langiewicza. Nowo wybrany 10 marca 1935 zarząd WCTS Resovia z prezesem ppłk. Stanisławem Siudą zapewniał o powołaniu w klubie m.in. sekcji hokejowej. Zgodnie z tą deklaracją władze klubu organizowały sekcję hokejową w sezonie zimowym 1935/1936, zaś drużyna miała przystąpić do rozgrywek klasy B podokręgu zachodniego w okręgu lwowskim. Na początku 1936 donoszono o braku działania drużyny Resovii, zapewne z uwagi na niekorzystną pogodę. 4 stycznia 1937 został zorganizowany pierwszy mecz hokejowy w Rzeszowie, w którym Resovia zwyciężyła Ogniwo Jarosław 6:3.
Działalność sekcji była kontynuowana w okresie PRL. W latach 50. drużyna brała udział w rozgrywkach ligi okręgowej rzeszowskiej. W tym czasie Resovia działała w ramach zrzeszenia sportowego jako Ogniwo Rzeszów, a dodatkowo w 1955 doszło do połączenia Ogniwa Rzeszów ze Spójnią Rzeszów (posiadającym także sekcję hokeja lodzie), w wyniku czego powstało zrzeszenie sportowe Sparta Rzeszów. Po fuzji, w 1956 seniorska Resovia, zasilona byłymi zawodnikami Spójni/Sparty Rzeszów, zajęła drugie miejsce w turnieju finałowym rozegranym w Rzeszowie na obiekcie Stali (Osiedle WSK) ulegając gospodarzom 2:6. W tym samym roku juniorska Resovia zwyciężyła w turnieju finałowym o mistrzostwo województwa rzeszowskiego, zorganizowanym na jej obiekcie w Rzeszowie, po czym odpadła w eliminacjach do finałów mistrzostw Polski juniorów.
W sezonie 1956/1957 Resovia zajęła pierwsze miejsce w grupie I awansując do finałów okręgu, które nie odbyły się ze względu na niekorzystne warunki pogodowe. W edycji 1957/1958 sezon nie został ukończony ponownie wskutek warunków atmosferycznych, a Resovia jako zwycięzca Grupy II została premiowana do turnieju o miejsce w II lidze 1958/1959. W rozgrywkach juniorskich 1957/1958 juniorzy Resovii wygrali w okręgu, po czym zostali wyeliminowani w turnieju półfinałowym MP w Katowicach.
Przed kolejnym sezonem 1958/1959 Resovia była przedstawiana jako aktualny mistrz województwa, a w listopadzie 1958 kierownikiem sekcji hokejowej został wybrany Durski, a trenerem Emil Kotelnicki. W tej edycji drużyna dotarła do meczów, które nie zostały rozegrane (były planowane do rozegrania przed startem kolejnej edycji ligowej). W sezonie 1959/1960 Resovia zakwalifikowała się do turnieju finałowego w Przemyślu, który nie doszedł do skutku.
Obiektem Resovii było lodowisko (zwane także tor lodowy), położone na kortach przy ulicy Jana Tkaczowa (wcześniej i później ul. Sokoła) za teatrem, na którym wcześniej rozgrywała mecze Spójnia Rzeszów; w sezonie 1957/1958 uruchomienie nowego obiektu obok dawnego basenu pływackiego zaplanowano na 29 stycznia 1958 (określane jako przy ul. Pułaskiego bądź ul. Turkienicza 23 – tj. późniejsza ul. ks. Jałowego). Przed sezonem 1960/1961 działacze Resovii przygotowali lodowisko na kortach tenisowych przy ul. Fryderyka Szopena nad Wisłokiem (przewidziane do gry tylko przy świetle dziennym), zaś rozgrywki zainaugurowali na obiekcie rzeszowskiej Stali przy ul. J. Dąbrowskiego.
Przed sezonem 1963 sekcja hokejowa Resovii została zawieszona. Przyczyną był brak sztucznego lodowiska. Obiekt o takim charakterze powstał przy stadionie Resovii pod koniec lat 80..